# Gochnatia attenuata
Gochnatia attenuata là một loài thực vật có hoa trong họ Cúc. Loài này được (Britton) Jervis & Alain mô tả khoa học đầu tiên năm 1960.